# Christopher Hudson
Pour les articles homonymes, voir Hudson.
Christopher Hudson, né en septembre 1946 dans le Grand Londres, est un romancier, scénariste, journaliste et critique cinématographique britannique.

## Biographie
Après des études à l'école royale de Canterbury, il entre au Jesus College de l'université de Cambridge. Il travaille ensuite dans le milieu de l'édition pendant deux ans, puis tient la rubrique cinématographique pour le magazine The Spectator. Il quitte toutefois ce poste pour se consacrer à l'écriture au début des années 1970, mais collabore occasionnellement au quotidien Evening Standard à partir de 1977.
En littérature, il publie Overlord, un roman de guerre qu'il écrit en parallèle au scénario du film homonyme réalisé par Stuart Cooper qui remporte l'Ours d'argent du Grand prix du jury au Festival du film de Berlin 1975.
Il donne ensuite un roman policier, La Liberté et la Mort (The Final Act, 1982), dont l'action se déroule au Chili, sous Pinochet, alors que l'ambassade américaine négocie sous le manteau une livraison d'armes pour favoriser la dictature.
Christopher Hudson a également signé la novélisation de La Déchirure (The Killing Fields), un film britannique réalisé par Roland Joffé en 1984.

## Œuvre

### Romans
- Overlord (1975)
- The Final Act (1980) Publié en français sous le titre La Liberté et la Mort, Paris, Éditions Gallimard, coll. « Série noire » no 1859, 1982  (ISBN 2-07-048859-4)
- Inside Out (1982)
- Columbo Heat (1986)

#### Novélisation
- The Killing Fields (1984) Publié en français sous le titre La Déchirure, Paris, Presses de la Cité, 1985  (ISBN 2-258-01511-1) ; réédition, Paris, Pocket no 2652, 1986  (ISBN 2-266-01733-0)

#### Autres publications
- Spring Street Summer: The Search for a Lost Paradise (1993)
- Bible Jumble for Kids (2010)
- What Every Woman Should Know: Lifestyle Lessons from the 1930s (2013), en collaboration avec Kirsty Hudson

## Filmographie
- 1975 : Overlord, film britannique réalisé par Stuart Cooper, scénario de Stuart Cooper et de Christopher Hudson d'après le roman homonyme de ce dernier.

## Sources
: document utilisé comme source pour la rédaction de cet article.
- Claude Mesplède (dir.), Dictionnaire des littératures policières, vol. 1 : A - I, Nantes, Joseph K, coll. « Temps noir », 2007, 1054 p. (ISBN 978-2-910-68644-4, OCLC 315873251), p. 1011